# 庭坂事件

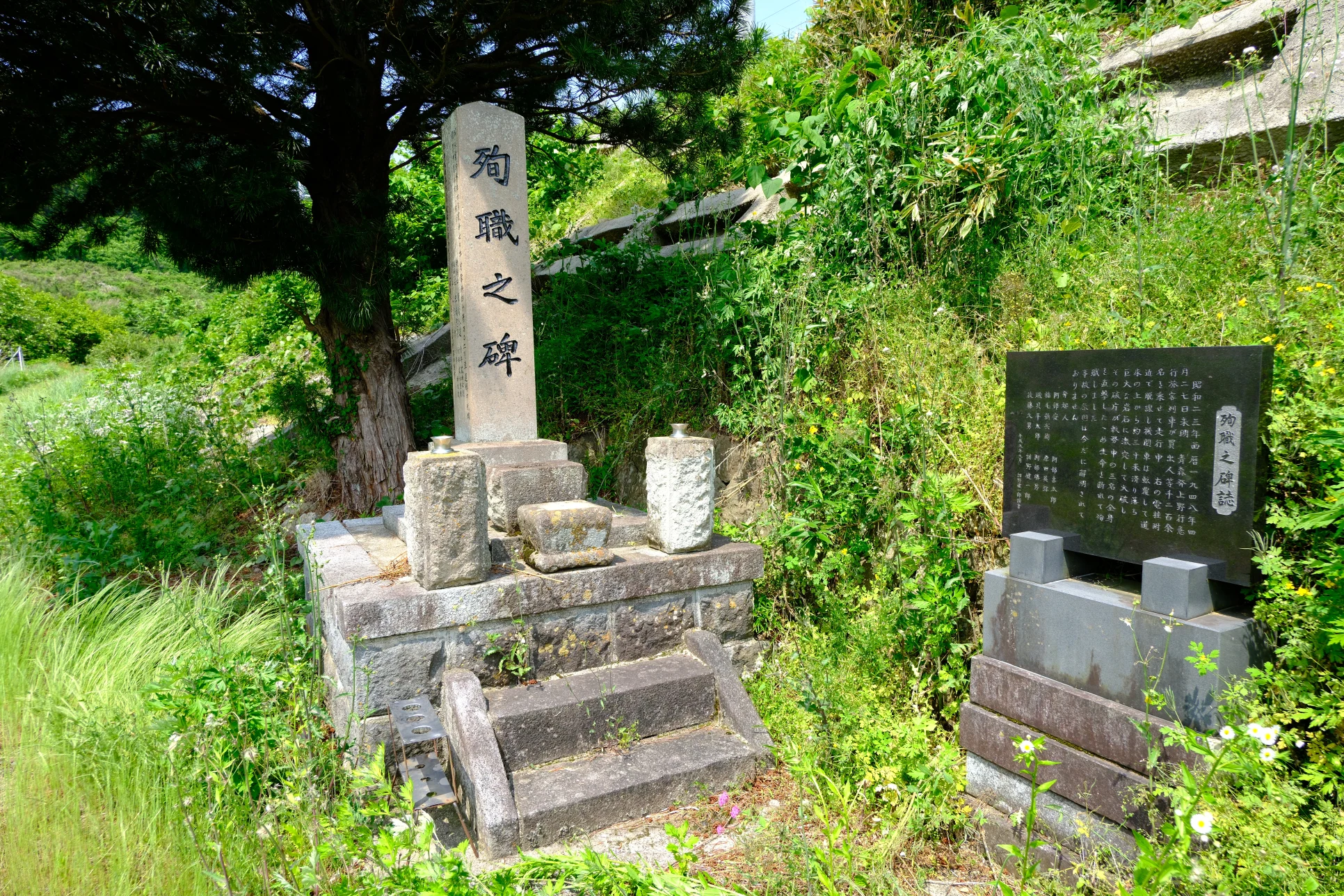
慰霊碑

庭坂事件（にわさかじけん）は、1948年（昭和23年）、福島県信夫郡庭坂村（現福島市町庭坂）で起きた列車往来危険事件。
現在の事故現場付近には福島第一機関区職員一同により殉職の碑が建立されている。隣に設けられた殉職の碑誌には「事故原因は不明」と明記されている。殉職者の三人には鉄道顕功賞が送られた。

## 事故の概要
1948年（昭和23年）4月27日0時4分、日本国有鉄道（国鉄）奥羽本線赤岩駅 - 庭坂駅間を走行していた青森発上野行きの402列車（現車9両編成）が、馬洞門トンネルを出た後まもなく機関車と郵便車が脱線し、10 m下の土堤下へ転落し岩石に激突、連結されていた荷物車と客車各1両も脱線した。
岩石の破片が直撃した機関士と機関助士の2名が即死し、たまたま機関車に便乗していた技師1名が重傷を負い後に死亡した。現場は板谷峠から31.3パーミルの急勾配を下る難所（通称：高堤防）で、旅客はヤミ米などの買出人1200人余りであった。
この時に使用されていた機関車が、急勾配区間用に製造された4110形であったため、機関車は運転室から転落する形となった事も犠牲者を出す一因となった。なお客車は先頭車が45度まで傾いたものの、電化工事中のための電柱が支えとなり転落を免れた。

## 原因
現場検証によると、脱線現場は庭坂駅から1.8 kmに位置し、下り勾配途中にある半径300 mの左カーブで、脱線地点付近の線路継目板2枚、ボルト4本、犬釘6本が抜き取られていた。何者かによる謀略説、保線作業後の線路継目板の取り付けを失念した説などが疑われたがいずれも決定的証拠が得られず、現在に至るまで真相は不明のままとなっている
。手口は後に近くで発生した松川事件と似通っている。

## その他
- 松川事件の後、赤岩 - 板谷間のトンネルで脱線事故が発生し、こちらも厳密な調査がなされた。